# Wiliame Katonivere

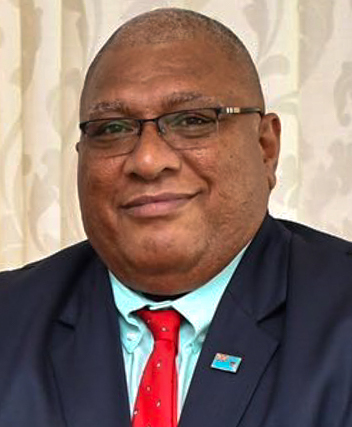
Wiliame Katonivere, 2022

Wiliame Maivalili Katonivere (* 20. April 1964) war der sechste Präsident der Fidschi-Inseln und von 2021 bis 2024 im Amt. Er ist Politiker und Unternehmer. 2013 wurde er Gouverneur der Provinz Macuata.

## Militärische Karriere
Im Alter von 19 Jahren trat Katonivere 1984 den Royal Fiji Military Forces bei und diente in zwei Einsätzen im Nahen Osten unter den United Nations Interim Force in Lebanon. Er stieg in den Rang eines Oberstleutnants  auf und diente als kommandierender Offizier des 7. Infanterieregiments.

## Politische Karriere
Nach einer Karriere beim Militär wurde Katonivere 2013 Gouverneur von Macuata. 2021 kandidierte er als Präsident des Landes und gewann mit knapp 55 % der Stimmen des Parlaments von Fidschi.

## Präsidentschaft
Während der Corona-Pandemie war er großer Impfbefürworter. Er empfiehlt jedem Fidschianer, sich impfen zu lassen.